# رينيه-إدوارد كارون
رينيه-إدوارد كارون هو قانوني وقاضي وسياسي كندي، ولد في 21 أكتوبر 1800 في Sainte-Anne-de-Beaupré ‏ في كندا، وتوفي في 13 ديسمبر 1876 في Government House (Quebec) ‏ في كندا. انتخب Lieutenant Governor of Quebec ‏ (14 فبراير 1873 – 13 ديسمبر 1876) وانتخب عمدة مدينة كيبك ‏ (15 أغسطس 1840 – 9 فبراير 1846) وانتخب عمدة مدينة كيبك ‏ (31 مارس 1834 – 9 أبريل 1836).